# 2024 aux Territoires du Nord-Ouest
Chronologie des Territoires du Nord-Ouest
- 2020
- 2021
- 2022
- 2023
- 2024
- 2025
- 2026
- 2027
- 2028

Cette page concerne des événements d'actualité qui se sont produits durant l'année 2024  dans le territoire canadien des Territoires du Nord-Ouest.

## Politique
- Premier ministre :
- Commissaire :
- Législature :